# Santiago Corbo
Santiago Corbo Fariello (ur. 29 czerwca 2002 w Montevideo) – urugwajski piłkarz występujący na pozycji prawego obrońcy, od 2022 roku zawodnik Boston River.